# Bassus philippinensis
Bassus philippinensis är en stekelart som först beskrevs av Gupta och Bhat 1974.  Bassus philippinensis ingår i släktet Bassus och familjen bracksteklar. Inga underarter finns listade.